# Alexandros Tziolis
Alexandros Tziolis (Grieks: Αλέχανδρος Τζιόλης) (Katerini, 13 februari 1985) is een Grieks profvoetballer. Hij speelt doorgaans als verdedigende middenvelder. Sinds 2013 staat hij onder contract bij PAOK Saloniki.

## Clubcarrière
Tziolis begon zijn profvoetballoopbaan in 2002 bij Panionios. In 2005 vertrok hij naar Panathinaikos en in 2009 werd hij verhuurd aan Werder Bremen, waarmee hij de finale van de UEFA Cup haalde. Begin 2010 trok hij naar het Italiaanse Siena. Gedurende het seizoen 2010/2011 kwam hij op huurbasis uit voor Racing Santander, waarna de club hem definitief overnam. In januari 2012 maakte hij de overstap naar het Franse AS Monaco, maar na een half jaar werd hij alweer verhuurd aan APOEL Nicosia. In de zomer van 2013 vertrok Tziolis definitief bij AS Monaco, toen hij werd verkocht aan PAOK Saloniki. Eind januari 2014 werd hij voor een half jaar verhuurd aan Kayserispor.

## Statistieken
| Seizoen | Club                   | Land          | Competitie           | Duels | Doelp. |
| ------- | ---------------------- | ------------- | -------------------- | ----- | ------ |
| 2002/03 | Panionios              | Griekenland   | Super League         | 14    | 0      |
| 2003/04 | Panionios              | Griekenland   | Super League         | 21    | 3      |
| 2004/05 | Panionios              | Griekenland   | Super League         | 27    | 0      |
| 2005/06 | Panathinaikos FC       | Griekenland   | Super League         | 21    | 1      |
| 2006/07 | Panathinaikos FC       | Griekenland   | Super League         | 24    | 2      |
| 2007/08 | Panathinaikos FC       | Griekenland   | Super League         | 31    | 2      |
| 2008/09 | Panathinaikos FC       | Griekenland   | Super League         | 10    | 0      |
| 2008/09 | → SV Werder Bremen     | Duitsland     | Bundesliga           | 15    | 1      |
| 2009/10 | Panathinaikos FC       | Griekenland   | Super League         | 2     | 0      |
| 2009/10 | AC Siena               | Italië        | Serie A              | 13    | 0      |
| 2010/11 | → Racing Santander     | Spanje        | Primera División     | 10    | 0      |
| 2011/12 | Racing Santander       | Spanje        | Primera División     | 12    | 0      |
| 2011/12 | AS Monaco              | Frankrijk     | Ligue 2              | 3     | 0      |
| 2012/13 | → APOEL Nicosia        | Cyprus        | A Divizion           | 30    | 0      |
| 2013/14 | PAOK Saloniki          | Griekenland   | Super League         | 19    | 1      |
| 2013/14 | → Kayserispor          | Turkije       | Süper Lig            | 15    | 0      |
| 2014/15 | PAOK Saloniki          | Griekenland   | Super League         | 25    | 0      |
| 2015/16 | PAOK Saloniki          | Griekenland   | Super League         | 32    | 2      |
| 2016/17 | PAOK Saloniki          | Griekenland   | Super League         | 0     | 0      |
| 2016/17 | Heart of Midlothian FC | Schotland     | Scottish Premiership | 16    | 1      |
| 2017/18 | Al-Fayha FC            | Saoedi-Arabië | Saudi Premier League | 25    | 2      |
| Totaal  | Totaal                 | Totaal        | Totaal               | 365   | 15     |

## Interlandcarrière
In 2005 maakte Tziolis zijn debuut voor het Grieks voetbalelftal. Hij behoorde tot de selectie voor het EK 2008, WK 2010 en het WK 2014.
1 Pavlenka ·
2 Camara ·
4 Peña ·
5 Michailidis ·
6 Lovren ·
7 Konstantelias ·
9 Tsjalov ·
11 Taison ·
14 Živković ·
15 Colley ·
16 Kędziora ·
18 Gómez ·
19 Otto ·
20 Vieirinha  ·
21 Rahman ·
22 Schwab ·
23 Sastre ·
25 Thymianis ·
27 Ozdojev ·
28 Wieteska ·
42 Kotarski ·
47 Shoretire ·
70 Samatta ·
71 Thomas ·
77 Despodov ·
80 Pelkas ·
82 Meïté ·
99 Tsiftsis ·
Coach: Lucescu
1 Karnezis ·
2 Maniatis ·
3 Tzavelas ·
4 Manolas ·
5 Moras ·
6 Tziolis ·
7 Samaras ·
8 Kone ·
9 Mitroglou ·
10 Karagounis  ·
11 Vyntra ·
12 Glikos ·
13 Kapino ·
14 Salpigidis ·
15 Torosidis ·
16 Christodoulopoulos ·
17 Gekas ·
18 Fetfatzidis ·
19 Papastathopoulos ·
20 Holebas ·
21 Katsouranis ·
22 Samaris ·
23 Tachtsidis ·
Coach: Santos